# آبل ماسوئرو
آبل ماسوئرو (انگلیسی: Abel Masuero؛ زادهٔ ۶ آوریل ۱۹۸۸) بازیکن فوتبال اهل آرژانتین است.
از باشگاه‌هایی که در آن بازی کرده‌است می‌توان به باشگاه فوتبال خنت، باشگاه ورزشی سن لورنسو آلماگرو، باشگاه فوتبال خنک، و باشگاه فوتبال جیمناسیا لاپلاتا اشاره کرد.